# Lovie Smith
Lovie Lee Smith (Gladewater, 8 maggio 1958) è un ex giocatore di football americano e allenatore di football americano statunitense, ex allenatore degli Houston Texans.

## Carriera da allenatore

### Primi anni
Dal 1996 al 2000, Smith lavorò con i Tampa Bay Buccaneers come allenatore dei linebacker. Dal 2001 al 2003 invece fu il coordinatore difensivo dei St. Louis Rams.

### Chicago Bears
Nel 2005, Smith Passò ai Chicago Bears come capo-allenatore concludendo la stagione con 5 vittorie e 11 sconfitte. L'anno successivo vinse per la prima volta la NFC North division con il record di 11 vittorie e 5 sconfitte. Fu eliminato nel secondo turno dei playoff dai Carolina Panthers. Nel 2006 i Bears vinsero ancora la propria division con il record di 13 vittorie e 3 sconfitte, giungendo fino al Super Bowl XLI, perso contro gli Indianapolis Colts.
Smith tornò a vincere la propria division nel 2010, concludendo la stagione regolare con un record di 11 vittorie e 5 sconfitte, il secondo della conference. Giunse fino alla finale della NFC dove fu eliminato dai Green Bay Packers.
Il 25 febbraio 2011, Smith ricevette un'estensione del suo contratto per altri due anni, chiudendo tuttavia la stagione successiva con un record di 8-8, condizionato dall'infortunio del quarterback titolare Jay Cutler.
Dopo non aver raggiunto i playoff neanche nella stagione 2012 malgrado un record di 10-6, il 31 dicembre Smith fu licenziato dai Bears.

### Tampa Bay Buccaneers
Dopo un anno di pausa, il 1º gennaio 2014, Smith firmò un contratto di 5 anni per tornare ai Tampa Bay Buccaneers come capo-allenatore. Nella prima stagione terminò col peggior record della lega, 2-14. Alla fine della successiva, malgrado avesse vinto quattro partite in più, fu licenziato.

### Illinois Fighting Illini
Il 7 marzo 2016 Smith venne nominato nuovo allenatore in capo della franchigia collegiale degli Illinois Fighting Illini. Nelle quarantotto ore immediatamente successive a tale annuncio fu registrata la vendita di oltre duemila nuovi abbonamenti e di oltre quattrocento nuovi abbonamenti per studenti. Smith restò in forza ai Fighting Illini per cinque anni: venne quindi esonerato il 13 dicembre 2020, dopo aver maturato un bilancio 2-5 nelle prime gare stagionali.

### Houston Texans
Il 10 marzo 2021 Smith venne ingaggiato dagli Houston Texans, facendo così ritorno in NFL dopo cinque stagioni di distanza, nel ruolo di coordinatore della difesa e di assistente all'allenatore capo (incarico allora ricoperto da David Culley). Il 7 febbraio 2022 venne quindi nominato nuovo capo allenatore della squadra texana.

## Palmarès

### Franchigia
- National Football Conference Championship: 1

Chicago Bears: 2006
- NFC North division: 3

Chicago Bears: 2005, 2006, 2010

### Individuale

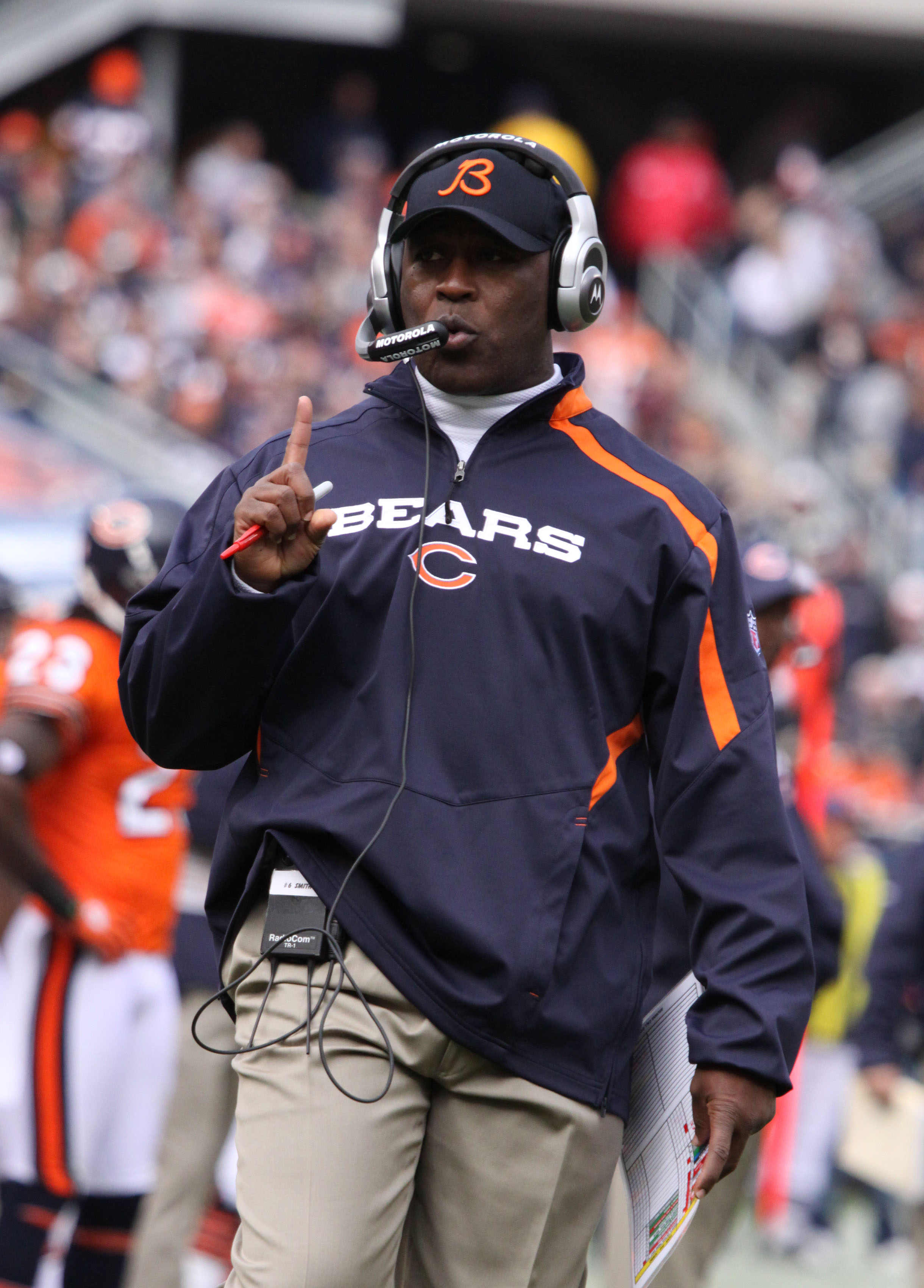
Smith nel 2009.

- NFL Coach dell'anno:1

2005

## Record come capo-allenatore
| Squadra | Anno    | Stagione regolare | Stagione regolare | Stagione regolare | Stagione regolare | Playoff | Playoff | Playoff                                                   |
| Squadra | Anno    | Vinte             | Perse             | Pari              | Posizione         | Vinte   | Perse   | Risultato                                                 |
| ------- | ------- | ----------------- | ----------------- | ----------------- | ----------------- | ------- | ------- | --------------------------------------------------------- |
| CHI     | 2004    | 5                 | 11                | 0                 | 4º in NFC North   | -       | -       | -                                                         |
| CHI     | 2005    | 11                | 5                 | 0                 | 1º in NFC North   | 0       | 1       | Uscì all'NFC Divisional Game contro i Carolina Panthers   |
| CHI     | 2006    | 13                | 3                 | 0                 | 1º in NFC North   | 2       | 1       | Perse il Super Bowl XLI contro i Indianapolis Colts       |
| CHI     | 2007    | 7                 | 9                 | 0                 | 4º in NFC North   | -       | -       | -                                                         |
| CHI     | 2008    | 9                 | 7                 | 0                 | 2º in NFC North   | -       | -       | -                                                         |
| CHI     | 2009    | 7                 | 9                 | 0                 | 3º in NFC North   | -       | -       | -                                                         |
| CHI     | 2010    | 11                | 5                 | 0                 | 1º in NFC North   | 1       | 1       | Uscì all'NFC Championship Game contro i Green Bay Packers |
| CHI     | 2011    | 8                 | 8                 | 0                 | 3º in NFC North   | -       | -       | -                                                         |
| CHI     | 2012    | 10                | 6                 | 0                 | 3º in NFC North   | -       | -       | -                                                         |
| Tot CHI | Tot CHI | 81                | 63                | 0                 |                   | 3       | 3       |                                                           |
| TB      | 2014    | 2                 | 14                | 0                 | 4° in NFC South   | -       | -       | -                                                         |
| TB      | 2015    | 6                 | 10                | 0                 | 4° in NFC South   | -       | -       | -                                                         |
| Tot TB  | Tot TB  | 8                 | 24                | 0                 |                   | -       | -       |                                                           |
| HOU     | 2022    | 3                 | 13                | 1                 | 4° in AFC South   | -       | -       | -                                                         |
| Totale  | Totale  | 84                | 76                | 1                 |                   | 3       | 3       |                                                           |